# マドモアゼル・ブルース
『マドモアゼル・ブルース』は1968年1月25日に発売されたザ・ジャガーズの楽曲である。

## 解説
- 作詞は橋本淳、作曲は筒美京平である。売れ筋を意識しオーケストラを導入した演奏がされているバラード調の曲である。ジャガーズの初主演映画「進め!ジャガーズ 敵前上陸」でこの曲を演奏し、青山ミチが踊るシーンがある。岡本信が歌いオリコンチャート26位のヒットとなった。
- 1978年に甲斐よしひろが、アルバム「翼あるもの」内でカバーした。
- B面は「哀れなジョン」（橋本淳 作詞、筒美京平 作曲）。

## 収録曲
1. マドモアゼル・ブルース
  - 作詞:橋本淳／作曲:筒美京平
2. 哀れなジョン
  - 作詞:橋本淳 ／作曲:筒美京平

## 甲斐よしひろによるカバー
「マドモアゼル・ブルース」は1978年7月22日に発売された甲斐よしひろの2ndソロ・シングル。ザ・ジャガーズのカバー曲となっている。

### 概要
前作に引き続き、ポリドールより発売され、カバー・アルバム『翼あるもの』からのシングルカット作品。
カップリングの「ユエの流れ」はザ・フォーク・クルセダーズのカバー。

### 収録曲
- 全編曲：甲斐よしひろ

1. マドモアゼル・ブルース
作詞：橋本淳　作曲：筒美京平
2. ユエの流れ
作詞：桐雄二郎　作曲：須摩洋朔